# ایلینکا (شهرستان اوچالینسکی، باشقیرستان)
ایلینکا (انگلیسی: Ilyinka, Uchalinsky District, Republic of Bashkortostan) یک شهرک در شهرستان اوچالینسکی استان باشقیرستان کشور روسیه است.